# XXV Premis Goya
La XXV edició dels Premis Goya (oficialment en castellà: Premios Anuales de la Academia "Goya") va tenir lloc el 13 de febrer de 2011 al Teatre Reial de Madrid per premiar les pel·lícules espanyoles del 2010. Andreu Buenafuente va presentar la gala per segon any consecutiu, que fou retransmesa per TVE.
La pel·lícula amb més nominacions de la nit fou Balada triste de trompeta d'Álex de la Iglesia, que aconseguí 15 nominacions, si bé únicament aconseguí 2 premis en categories tècniques. La seguí en nominacions Pa negre d'Agustí Villaronga, que amb 14 aconseguí 8 premis i es convertí en la pel·lícula triomfadora de la nit a l'aconseguir, entre d'altres, el premi a la millor pel·lícula, director, actriu, actriu secundària i guió adpatat. La seguiren en nominacions También la lluvia d'Icíar Bollaín, que amb 12 candidatures aconseguí 3 premis, entre ells el de millor actor secundari; Buried de Rodrigo Cortés que amb 10 nominacions aconseguí 3 premis (entre ells millor guió original); Biutiful d'Alejandro González Iñárritu que amb 8 nominacions aconseguí un premi (millor actor); i Lope d'Andrucha Waddington que amb 7 nominacions aconseguí 2 premis tècnics.
Cal destacar que en aquesta edició Javier Bardem aconseguí el seu quart premi Goya i Laia Marull el seu tercer premi.

## Nominats i guanyadors
| Millor pel·lícula | Millor director |
| --- | --- |
| - Pa negre - Balada triste de trompeta - Buried - También la lluvia | - Agustí Villaronga per Pa negre - Álex de la Iglesia per Balada triste de trompeta - Rodrigo Cortés per Buried - Icíar Bollaín per Icíar Bollaín                                                                                         |
| Millor actor | Millor actriu |
| - Javier Bardem per Biutiful - Antonio de la Torre per Balada triste de trompeta - Ryan Reynolds per Buried - Luis Tosar per También la lluvia | - Nora Navas per Pa negre - Elena Anaya per Habitación en Roma - Belén Rueda per Els ulls de la Júlia - Emma Suárez per La mosquitera |
| Millor actor secundari | Millor actriu secundària |
| - Karra Elejalde per También la lluvia - Álex Angulo per El gran Vázquez - Eduard Fernández per Biutiful - Sergi López per Pa negre | - Laia Marull per Pa negre - Pilar López de Ayala per Lope - Terele Pávez per Balada triste de trompeta - Ana Wagener per Biutiful |
| Millor guió original | Millor guió adaptat |
| - Chris Sparling per Buried - Álex de la Iglesia per Balada triste de trompeta - Alejandro González Iñárritu, Armando Bó Jr i Nicolás Giacobone per Biutiful - Paul Laverty per También la lluvia                                                                     | - Agustí Villaronga per Pa negre - Jordi Cadena per Elisa K - Julio Medem per Habitación en Roma - Ramón Salazar per Tres metros sobre el cielo                                                                                           |
| Millor director novell | Millor direcció de producció |
| - David Pinillos per Bon appétit - Emilio Aragón per Pájaros de papel - Juana Macías Alba per Planes para mañana - Jonás Trueba per Todas las canciones hablan de mí                                                                                                  | - Cristina Zumárraga per También la lluvia - Yousaf Bhokari per Balada triste de trompeta - Edmon Roch i Toni Novella per Lope - Aleix Castellón per Pa negre                                                                             |
| Millor actor revelació | Millor actriu revelació |
| - Francesc Colomer per Pa negre - Juan Carlos Aduviri per También la lluvia - Manuel Ángel Camacho per Entrelobos - Oriol Vila per Todas las canciones hablan de mí                                                                                                   | - Marina Comas per Pa negre - Carolina Bang per Balada triste de trompeta - Aura Garrido per Planes para mañana - Natasha Yarovenko per Habitación en Roma                                                                                |
| Millor pel·lícula estrangera de parla hispana | Millor pel·lícula estrangera |
| - La vida de los peces de Matías Bize ( Xile) - El hombre de al lado de Mariano Cohn i Gastón Duprat ( Argentina) - El infierno de Luis Estrada ( Mèxic) - Contracorriente de Javier Fuentes-León ( Perú)                                                             | - El discurs del rei de Tom Hooper ( Regne Unit) - L'escriptor de Roman Polanski ( França) - La cinta blanca de Michael Haneke ( Alemanya) - Un profeta de Jacques Audiard ( França)                                                      |
| Millor fotografia | Millor muntatge |
| - Antonio Riestra per Pa negre - Kiko de la Rica per Balada triste de trompeta - Rodrigo Prieto per Biutiful - Eduard Grau per Buried | - Rodrigo Cortés per Buried - Alejandro Lázaro per Balada triste de trompeta - Stephen Mirrione per Biutiful - Ángel Hernández Zoido per También la lluvia                                                                                |
| Millor direcció artística | Millor vestuari |
| - Ana Alvargonzález per Pa negre - Edou Hydallgo per Balada triste de trompeta - Brigitte Broch per Biutiful - César Macarrón per Lope | - Tatiana Hernández per Lope - Paco Delgado per Balada triste de trompeta - Mercè Paloma per Pa negre - Sonia Grande per También la lluvia                                                                                                |
| Millor so | Millor musica original |
| - Urko Garai, Marc Orts i James Muñoz per Buried - Charly Schmukler i Diego Garrido per Balada triste de trompeta - Dani Fontrodona, Fernando Novillo i Ricard Casals per Pa negre - Emilio Cortés, Nacho Royo-Villanova i Pelayo Gutiérrez per También la lluvia     | - Alberto Iglesias per También la lluvia - Roque Baños per Balada triste de trompeta - Gustavo Santaolalla per Biutiful - Víctor Reyes per Buried                                                                                         |
| Millor maquillatge i perruqueria | Millors efectes especials |
| - José Quetglas, Pedro Rodríguez i Nieves Sánchez Torres per Balada triste de trompeta - Karmele Soler, Martín Trujillo Macías i Paco Rodríguez per Lope - Alma Casal i Satur Merino per Pa negre - Karmele Soler i Paco Rodríguez per También la lluvia              | - Reyes Abades i Ferran Piquer per Balada triste de trompeta - Gabriel Paré i Àlex Villagrasa per Buried - Raúl Romanillos i Marcelo Siqueira per Lope - Gustavo Harry Farias i Juanma Nogales per También la lluvia                      |
| Millor cançó original | Millor curt de ficció |
| - Jorge Drexler per Lope (Que el soneto nos tome por sorpresa) - Víctor Reyes i Rodrigo Cortés per Buried (In the lap of the mountain) - Russian Red per Habitación en Roma (Loving Strangers) - Emilio Aragón per Pájaros de papel (No se puede vivir con un franco) | - Una caja de botones de María Reyes Arias - Adiós papá, adiós mamá de Luis Soravilla - El orden de las cosas de César i José Esteban Alenda - Zumo de limón de Jorge Muriel i Miguel Romero                                              |
| Millor pel·lícula d'animació | Millor curt d'animació |
| - Chico & Rita de Fernando Trueba, Javier Mariscal i Tono Errando - El tesoro del rey Midas de Maite Ruiz de Austri - Els cap de drap al país on sempre brilla el sol d'Àlex Colls - Las aventuras de Don Quijote d'Antonio Zurera                                    | - La bruxa de Pedro Solís García - Exlibris de Maria Trénor - La torre del tiempo (The tower of time) de José Luis Quirós - Vicenta de Samuel Ortí Martí                                                                                  |
| Millor documental | Millor curt documental |
| - Bicicleta, cullera, poma, de Carles Bosch - Ciudadano Negrín, de Sigfrid Monleón, Carlos Álvarez Pérez i Imanol Uribe - How Much does Your Building Weigh, Mr. Foster? de Norberto López Amado i Carlos Carcas - María y yo de Félix Fernández de Castro            | - Memorias de un cine de provincias de Ramón Margareto - El cine libertario: cuando las películas hacen historia de Verónica Vigil i José María Almela - El pabellón alemán de Juan Miralles - Un dios que ya no ampara de Gaizka Urresti |
| Goya d'honor | |
| - Mario Camus (director i guionista) | |